# Ostrów (gmina Michów)
Ostrów – wieś w Polsce położona w województwie lubelskim, w powiecie lubartowskim, w gminie Michów.
W latach 1975–1998 miejscowość należała administracyjnie do województwa lubelskiego.
Wieś stanowi sołectwo gminy Michów. Według Narodowego Spisu Powszechnego z roku 2011 wieś liczyła 93 mieszkańców.